# Uropterygius macrocephalus
Uropterygius macrocephalus är en fiskart som först beskrevs av Bleeker, 1864.  Uropterygius macrocephalus ingår i släktet Uropterygius och familjen Muraenidae. Inga underarter finns listade i Catalogue of Life.